# آنا دريفر
آنا دريفر (مواليد 1 أكتوبر 1983) هي ممثلة وعارضة هولندية، بدأت مسيرها الفنية منذ عام 2004.

## روابط خارجية
- آنا دريفر على موقع IMDb (الإنجليزية)
- آنا دريفر على موقع ألو سيني (الفرنسية)
- آنا دريفر على موقع ميوزك برينز (الإنجليزية)
- آنا دريفر على موقع أول موفي (الإنجليزية)
- آنا دريفر على موقع قاعدة بيانات الأفلام السويدية (السويدية)
- آنا دريفر على موقع ديسكوغز (الإنجليزية)
- آنا دريفر على موقع قاعدة بيانات الفيلم (الإنجليزية)
- آنا دريفر على موقع كينوبويسك (الروسية)